# 🙃
🙃  is een teken uit de Unicode-karakterset dat een omgekeerde smiley voorstelt. De officiële Nederlandse omschrijving is "omgekeerd gezicht" . Deze emoji is in 2015 geïntroduceerd met de Unicode 8.0-standaard.

## Betekenis
Deze emoji wordt gebruikt om ironie en sarcasme weer te geven, en is in Engelstalige implementaties ook op te roepen met het sleutelwoord silly (om een grapje of dwaasheid mee te duiden). Daarnaast wordt 🙃 ook gebruikt om een eendere emotie weer te geven die ook door de schouderophalende emoticon ¯\_(ツ)_/¯ en dito emoji 🤷 geduid worden; een soort "tsjah".
Het gebruik van het karakter 🙃 om ironie aan te geven maakt dit een implementatie van een ironieteken.

## Codering

De Twemoji implementatie

### Unicode
In Unicode vindt men de 🙃 onder de code U+1F643 (hex).

### HTML
In HTML kan men in hex de volgende code gebruiken: &#x1F643;

### Shortcode
In software die shortcode ondersteunt zoals Discord, Github, Signal en Slack kan het karakter worden opgeroepen met de code :upside_down_face:.

### Unicode-annotatie
De Unicode-annotatie voor toepassingen in het Nederlands (bijvoorbeeld een Nederlandstalig smartphonetoetsenbord) is omgekeerd gezicht. De emoji is ook te vinden met de sleutelwoorden gezicht, ondersteboven, en op de kop.